# 大館市立北陽中学校
大館市立北陽中学校（おおだてしりつ ほくようちゅうがっこう）は秋田県大館市にある市立中学校。

## 概要
校区は大館市立釈迦内小学校・大館市立花岡小学校・大館市立矢立小学校の学区で、大館駅の北側から青森県境までの旧釈迦内村・花矢町全域にあたる。

## 所在地
旧大館市立第二中学校の跡地。
- 秋田県大館市釈迦内字長者森1

## 沿革
- 2015年（平成27年）4月 - 近隣の大館市立第二中学校、大館市立花岡中学校、大館市立矢立中学校を統合して開校した。

## 周辺
- 芝谷地湿原植物群落
- 風水亭
- キャテハウス

## アクセス
- 最寄り駅 : JR東日本奥羽本線 白沢駅
- 秋田自動車道（大館西道路）大館北ICから国道7号を北へ2 km。
- 路線バス : 秋北バス
  - 北陽中学校線「北陽中学校前」下車
  - 陣馬・矢立ハイツ線「北陽中学校入口」下車、徒歩数分

## その他
- 全国的にも珍しい取り組みとして北陽中学校の生徒がラジオおおだてで水曜のeveningおおだてにてパーソナリティを勤めたりもしている。